# Lissorhoptrus
Lissorhoptrus (лат.) — род жуков из семейства брахицерид (Brachyceridae).

## Описание
Булава усиков с длинным голым блестящим первым сегментом, составляющим из половину её длины; последние сегменты жгутика усиков голые блестящие. Передний край переднегруди на боках и снизу, начиная с заглазничных лопастей, в длинных ресничках. Внутренний край голеней с острым сильным предвершинным зубцом. Средние голени уплощённые и по наружному краю с длинными плавательными волосками. Задние ноги не длиннее остальных.